# Англо-Америка
Англо-Америка
| Площа           | 19 418 198 км² |
| Населення       | 354 830 825    |
| Число країн     | 14             |
| Число територій | 9              |
| Мови            | Англійська     |

Англо-Америка (англ. Anglo-America) — збірне найменування американських країн і територій, в яких англійська є основною мовою.
Латинська Америка і відповідні європейські метрополії (Іспанія і Португалія) в сукупності складають Іберо-Америку.
Англо-Америка включає Сполучені Штати і Канаду в Північній Америці, цей термін часто використовується стосовно двох країн разом. Незважаючи на франкомовну більшість у Квебеку (виділено в світло-зелений), ця провінція часто розглядається як частина Англо-Америки в силу історичних, географічних, економічних, політичних і культурних міркувань. Також до Англо-Америки відносяться території Британської Вест-Індії з переважаючим англомовним населенням — Беліз, Бермудські острови і Гаяна.
| Країна                          | Населення   | Площа        | Густина населення |
| ------------------------------- | ----------- | ------------ | ----------------- |
| Ангілья                         | 14,764      | 91           | 162.2             |
| Антигуа і Барбуда               | 86,754      | 442.6        | 196.0             |
| Багамські Острови               | 310,426     | 10,010       | 31.0              |
| Барбадос                        | 285,653     | 430          | 664.3             |
| Беліз                           | 314,522     | 22,806       | 13.9              |
| Бермудські Острови              | 68,268      | 54           | 1264.2            |
| Британські Віргінські Острови   | 24,939      | 151          | 165.2             |
| Канада                          | 34,255,000  | 9,984,670    | 3.7               |
| Кайманові Острови               | 50,209      | 264          | 198.2             |
| Домініка                        | 72,813      | 751          | 97.0              |
| Фолклендські Острови            | 3,140       | 12,173       | 0.3               |
| Гренада                         | 107,818     | 344          | 313.4             |
| Гаяна                           | 748,486     | 196,849      | 3.8               |
| Ямайка                          | 2,847,232   | 10,831       | 262.9             |
| Монтсеррат                      | 5,118       | 102          | 50.2              |
| Пуерто-Рико                     | 3,725,789   | 9,104        | 409.2             |
| Сент-Кіттс і Невіс              | 49,898      | 261          | 191.2             |
| Сент-Люсія                      | 160,922     | 606          | 265.5             |
| Сент-Вінсент і Гренадини        | 104,217     | 389          | 267.9             |
| Тринідад і Тобаго               | 1,228,691   | 5,128        | 239.6             |
| Острови Теркс і Кайкос          | 23,528      | 430          | 104               |
| США                             | 310,232,863 | 9,161,966    | 33.9              |
| Американські Віргінські Острови | 109,775     | 346          | 317.3             |
| Total                           | 354,830,825 | 19,418,198.6 | 18.3              |